# Tom Flick
Tom Flick (Luxemburg-Stad, 1968) is een Luxemburgs beeldhouwer.

## Leven en werk
Tom Flick werd opgeleid als beeldhouwer aan de afdeling beeldende kunst van het Lycée technique des Arts et Métiers (1985-1989), volgde een stage in Carrara (1988) en deed zijn master bij Wander Bertoni aan de Hochschule für angewandte Kunst in Wenen (1989-1993). Hij gaf zelf les in beeldhouwen en naakttekenen aan het Centre Européen pour la Propagation des Arts (1995-1999) en aan het Lycée technique des Arts et Métiers (1998-2011).
Flick maakt sculpturen in albast, graniet, marmer en zandsteen. Van 1991 tot 2001 gebruikte hij een atelier van Lucien Wercollier in Muhlenbach. In 2001 vormde Flick samen met fotograaf Jeannine Unsen, glaskunstenaar Anne-Claude Jeitz, schilder Joachim van der Vlugt en de beeldhouwers Patrick Meyer en Wouter van der Vlugt het kunstenaarscollectief Sixthfloor. Zij hebben hun ateliers in een oude houtzagerij in Koerich, waar ook vernissages en andere evenementen plaatsvinden. Sinds 2007 organiseert hij daar het Muse Symposium, een driejaarlijks internationaal beeldhouwsymposium met als thema een van de muzen. Samen met Lukas Arons richtte hij in 2010 in de bossen van Bohuslän (Zweden) Stonezone op, een werkplaats voor monumentale beeldhouwkunst. Flick is lid van de Cercle Artistique de Luxembourg (CAL) en neemt sinds 1995 geregeld deel aan de Salons du CAL.

## Enkele werken
- 1989: Médaille du mérite sportif, medaille in opdracht van het Ministerie van Sport
- 1996: Médaille du mérite sportif, medaille in opdracht van het Ministerie van Sport
- 1997: Aqua Fons Vitae, sculptuur in Mondorf-les-Bains ter gelegenheid van 150 jaar kuren
- 2000-2001: Deep White, sculptuur voor het Centre National de Formation Professionnelle Continue in Esch-sur-Alzette, in samenwerking met Patrick Meyer
- 2009: Close Distance, granieten sculptuur in Steinsel
- 2010: Orior, sculptuur bij het Centre Palliatif OMEGA 90 in Hamm
- 2010: Phoenix en Still Time, twee sculpturen in Colpach-Bas, bij het revalidatiecentrum van het Rode Kruis
- 2016: Liberty Tree, sculptuur in het Parc Jacquinot in Bettembourg, in samenwerking met Lukas Arons
- 2017: Les traces ineffaçables de l'être humain, sculptuur in Walferdange[7]
- 2017: Bending Stone - Tamed Volumes, sculptuur in Bertrange

## Onderscheidingen
- 1995 Prix spécial du jury, Kunstfestival in Lellingen.
- 2003 Prix IKB van de Stiftung IKB International ter bevordering van jonge Luxemburgs kunstenaars[8]
- 2004 Prix d'encouragement, Bassin Minier